# Liste der denkmalgeschützten Objekte in Vöcklamarkt
Die Liste der denkmalgeschützten Objekte in Vöcklamarkt enthält die 12 denkmalgeschützten, unbeweglichen Objekte der oberösterreichischen Marktgemeinde Vöcklamarkt.

## Denkmäler
| Foto |                 | Denkmal                                                                                        | Standort                                                  | Beschreibung | Metadaten |
| ---- | --------------- | ---------------------------------------------------------------------------------------------- | --------------------------------------------------------- | --- | --- |
| ja   | Datei hochladen | Ehem. Gasthof Scheibl HERIS-ID: 38774 Objekt-ID: 38373                                         | Au 2 Standort KG: Vöcklamarkt                             | | BDA-Hist.: Q37983875 Status: Bescheid Stand der BDA-Liste: 2025-06-30 Name: Ehem. Gasthof Scheibl GstNr.: .91                                                                                            |
| ja   | Datei hochladen | Friedhof und Aufbahrungshalle HERIS-ID: 102074 Objekt-ID: 118432                               | gegenüber Dr.-Scheiber-Straße 11 Standort KG: Vöcklamarkt | | BDA-Hist.: Q37789819 Status: § 2a Stand der BDA-Liste: 2025-06-30 Name: Friedhof und Aufbahrungshalle GstNr.: 242/5                                                                                      |
| ja   | Datei hochladen | Kriegerdenkmal HERIS-ID: 102069 Objekt-ID: 118427                                              | gegenüber Hauptstraße 2 Standort KG: Vöcklamarkt          | | BDA-Hist.: Q37789796 Status: § 2a Stand der BDA-Liste: 2025-06-30 Name: Kriegerdenkmal GstNr.: 161 |
| ja   | Datei hochladen | Kreuzwegstationen 1–5 HERIS-ID: 102140 Objekt-ID: 118503                                       | Kalvarienberg 5, in der Nähe Standort KG: Vöcklamarkt     | Plastische Kreuzigungsgruppe aus der ersten Hälfte des 18. Jahrhunderts. | BDA-Hist.: Q37789976 Status: § 2a Stand der BDA-Liste: 2025-06-30 Name: Kreuzwegstationen 1-5 GstNr.: 91/1, .68/3, .68/2                                                                                 |
| ja   | Datei hochladen | Evang. Filialkirche, Kalvarienbergkirche HERIS-ID: 102139 Objekt-ID: 118502                    | Kalvarienberg 5 Standort KG: Vöcklamarkt                  | Eine 1723 erbaute, einschiffige Kirche. | BDA-Hist.: Q37789960 Status: § 2a Stand der BDA-Liste: 2025-06-30 Name: Evang. Filialkirche, Kalvarienbergkirche GstNr.: .68/1                                                                           |
| ja   | Datei hochladen | Römische Säule HERIS-ID: 102068 Objekt-ID: 118426                                              | Marktstraße 2, in der Nähe Standort KG: Vöcklamarkt       | Der Meilenstein wurde 1865 in Mösendorf mit einer größeren Menge von Münzen und Tierknochen gefunden. Es handelte sich vermutlich um die Straßenstation Laciacis. Anmerkung: https://lupa.at/13249                                                                                  | BDA-Hist.: Q37789785 Status: § 2a Stand der BDA-Liste: 2025-06-30 Name: Römische Säule GstNr.: 161 Miliarium (Laciacis)                                                                                  |
| ja   | Datei hochladen | Kath. Pfarrkirche Mariä Himmelfahrt und ehem. Friedhofsfläche HERIS-ID: 52661 Objekt-ID: 60106 | gegenüber Marktstraße 2 Standort KG: Vöcklamarkt          | Große zweischiffige Hallenkirche, die innen barockisiert ist. Der Kirchturm wurde 1719 bis 1721 ausgebaut und mit einem hohen Doppelzwiebelhelm versehen. Der Hochaltar (urk. 1684) stammt von dem Altöttinger Bildhauer Martin Moltl und dem Mattighofener Tischler Michael Maier. | BDA-Hist.: Q26253913 Status: § 2a Stand der BDA-Liste: 2025-06-30 Name: Kath. Pfarrkirche Mariä Himmelfahrt und ehem. Friedhofsfläche GstNr.: .147, 161 Kath. Pfarrkirche Mariä Himmelfahrt, Vöcklamarkt |
| ja   | Datei hochladen | Bürgerhaus HERIS-ID: 38775 Objekt-ID: 38374                                                    | Marktstraße 3 Standort KG: Vöcklamarkt                    | Das Gebäude wurde etwa 1905 als Bäckerei Moser errichtet | BDA-Hist.: Q37983888 Status: Bescheid Stand der BDA-Liste: 2025-06-30 Name: Bürgerhaus GstNr.: .144 |
| ja   | Datei hochladen | Kath. Filialkirche hl. Laurentius und ehem. Friedhofsfläche HERIS-ID: 52414 Objekt-ID: 59131   | gegenüber Mösendorf 25 Standort KG: Walchen               | | BDA-Hist.: Q38051153 Status: § 2a Stand der BDA-Liste: 2025-06-30 Name: Kath. Filialkirche hl. Laurentius und ehem. Friedhofsfläche GstNr.: .360, 6312                                                   |
| ja   | Datei hochladen | Schloss Walchen HERIS-ID: 38784 Objekt-ID: 38387                                               | Walchen 1 Standort KG: Walchen                            | Ein Bauwerk aus der zweiten Hälfte des 16. Jahrhunderts mit einem dreigeschoßigen Hauptgebäude und einem zweigeschoßigen, rechtwinkelig ansetzenden Nebenflügel. | BDA-Hist.: Q2243926 Status: Bescheid Stand der BDA-Liste: 2025-06-30 Name: Schloss Walchen GstNr.: .5/1, .5/2 Schloss Walchen, Vöcklamarkt                                                               |
| ja   | Datei hochladen | Ehem. Schmiede HERIS-ID: 45468 Objekt-ID: 46811                                                | Walchen 17 Standort KG: Walchen                           | Haus mit Frühbiedermeier-Stuckfassade aus dem Anfang des 19. Jahrhunderts. | BDA-Hist.: Q38016144 Status: Bescheid Stand der BDA-Liste: 2025-06-30 Name: Ehem. Schmiede GstNr.: .14                                                                                                   |
| ja   | Datei hochladen | Ehem. Schloss Walkering HERIS-ID: 38777 Objekt-ID: 38376                                       | Walkering 1 Standort KG: Walkering                        | Urkundlich 1321–1325 erwähnt. Ein zweigeschoßiges, barockes Bauwerk, welches im Kern gotisch ist. | BDA-Hist.: Q14544644 Status: Bescheid Stand der BDA-Liste: 2025-06-30 Name: Ehem. Schloss Walkering GstNr.: .51/1 Schloss Walkering                                                                      |
| ja   | Datei hochladen | Kath. Pfarrkirche hl. Josef mit Pfarrhof, Zipf HERIS-ID: 52727seit 2025                        | Langwies 48 Standort KG: Walkering                        | Anmerkung: Der zugehörige und mitgeschützte Pfarrhof erstreckt sich ein wenig auch auf das Gebiet der Gemeinde Neukirchen an der Vöckla. | BDA-Hist.: Q23541959 Status: Bescheid Stand der BDA-Liste: 2025-06-30 Name: Kath. Pfarrkirche hl. Josef mit Pfarrhof, Zipf GstNr.: 213/9, .326, 1584/7 Pfarrkirche Zipf                                  |